# Leumicamia illustris
Leumicamia illustris là một loài bướm đêm trong họ Noctuidae.